# Kim Peek

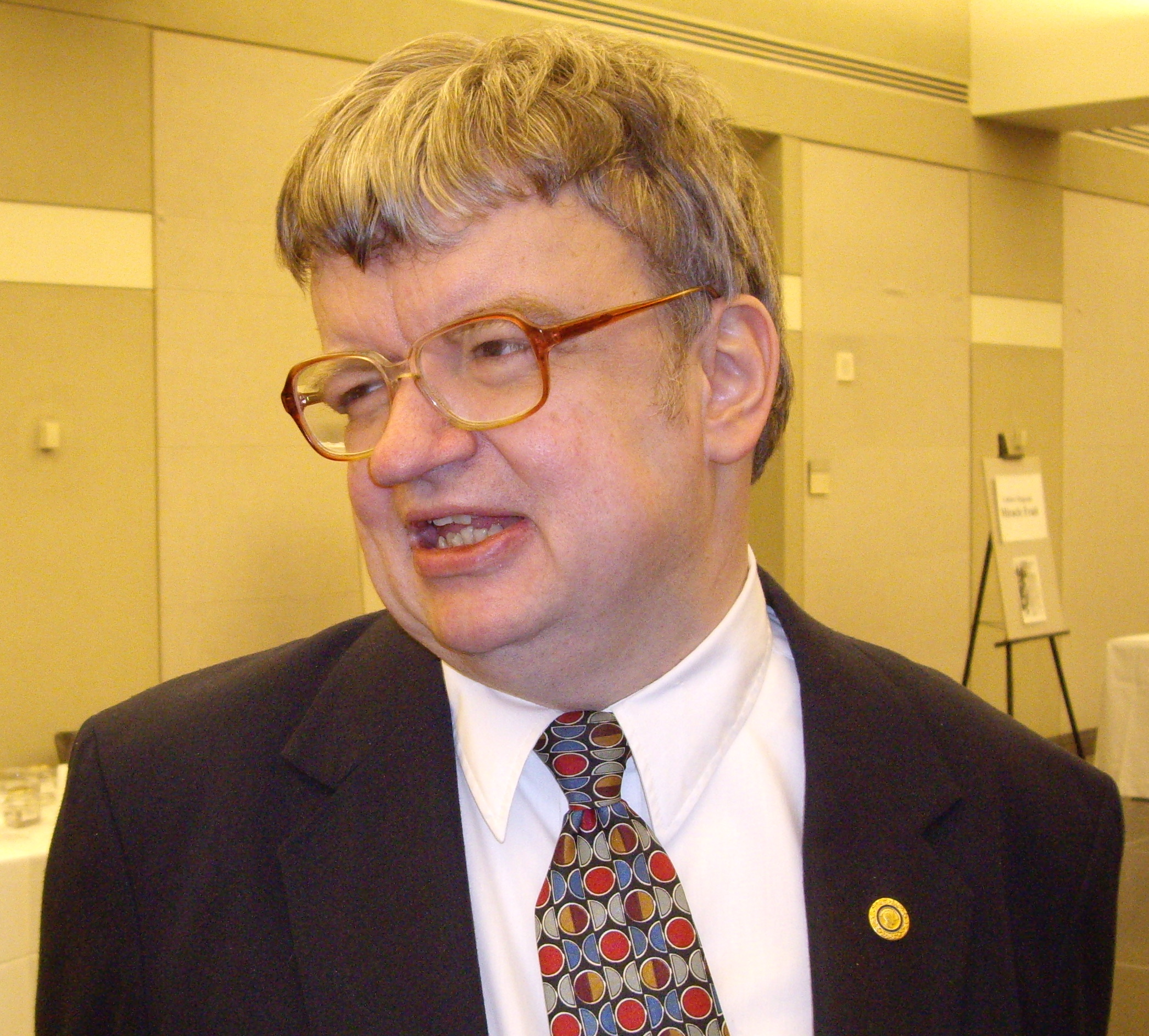
Kim Peek (2007)

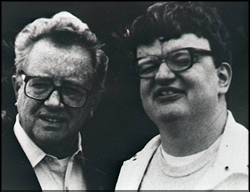
Kim (rechts) mit seinem Vater Fran Peek

Laurence Kim Peek (* 11. November 1951 in Salt Lake City, Utah; † 19. Dezember 2009 in Murray, Utah) war ein US-amerikanischer Inselbegabter (Savant). Ihn zeichnete ein außergewöhnliches Gedächtnisvermögen aus. Sein Gehirn wies seit seiner Geburt eine Anomalie auf – beide Gehirnhälften waren nur minimal miteinander verbunden, was möglicherweise zu seiner Inselbegabung geführt haben könnte. Peek war das Vorbild für die Figur des autistischen Raymond Babbitt im 1988 erschienenen Film Rain Man, durch den er weithin bekannt wurde. Zuletzt galt Peek als einer der bekanntesten Inselbegabten. Der Autismus-Forscher Darold Treffert bezeichnete ihn als „Mega-Savant“.

## Leben
Laurence Kim Peek kam am 11. November 1951 als Sohn von Francis Elvin Peek und Jeanne Willey Peek Buchi zur Welt. Er wurde mit so schweren geistigen Behinderungen geboren, dass die Ärzte seinen Eltern rieten, ihn in ein Heim zu geben. Sein Schädel war bereits bei der Geburt um ein Drittel größer als bei gesunden Kindern, die Nackenmuskeln konnten das Gewicht kaum halten. Als Kind fiel er dadurch auf, dass er beim Laufen und Sprechen um Jahre zurücklag, dafür aber sonderbare Gewohnheiten wie das Sortieren von Papierschnipseln zeigte, wobei er auf Störungen bei seiner Tätigkeit unbeherrscht reagierte. Er fing mit 16 Monaten an zu lesen und kannte mit vier Jahren acht Lexikon-Bände Wort für Wort auswendig.
Bis Ende 1963, als er zwölf Jahre alt war, wurde seiner Behinderung keine weitere Beachtung geschenkt. Als er jedoch zur Bescherung an Weihnachten ein Gedicht aufsagen sollte, rezitierte er die Weihnachtsgeschichte aus dem Lukas-Evangelium von Kaiser Augustus bis zu den Hirten mit etwa 40 Zeilen aus der Bibel. Er hatte die Geschichte zuvor nie gelesen, sondern sie am selben Tag in der Kirche gehört und sich eingeprägt. Als Erwachsener verbrachte er täglich viele Stunden in der Stadtbibliothek von Salt Lake City, um Daten und Fakten aus Literaturquellen, bevorzugt aus den Bereichen Geschichte, Geografie, Personen, Chroniken und Musik, selbstständig auszuwählen und zu studieren.
Im Alter von 33 Jahren traf Peek auf einer Tagung der National Association for Retarded Citizens, des US-amerikanischen Behindertenverbandes, in Arlington (Texas) den Drehbuchautor Barry Morrow, der, fasziniert von Peeks Geschichte, diese im Film Rain Man (erschienen 1988) verarbeitete. Morrow überließ am 29. März 1989 Kim Peek als Geste der Würdigung seinen Oscar, den er in den folgenden Jahren bei vielen Öffentlichkeitsveranstaltungen mit sich trug.
Peek setzte sich seit seinem Durchbruch in der Öffentlichkeit für behinderte Menschen ein. Ein Teil seines Engagements bestand in Öffentlichkeitsarbeit vor Studenten und Journalisten. Sein Vater, der ihn liebevoll „Kim-Puter“ nannte – und bei dem er bis zuletzt wohnte, war dabei immer an seiner Seite. Dadurch hatten sich Peeks soziale Fähigkeiten überraschend verbessert. In den letzten Jahren kam zu den alten Interessen eine Liebe zur Musik hinzu. Peek konnte die Melodien der Platten seiner Mutter, die er in seiner Kindheit gehört hatte, zum Teil mit einem Finger am Klavier nachspielen. Er soll sich an jede Melodie erinnert haben können, die er einmal gehört hatte.
Peek starb im Dezember 2009 im Alter von 58 Jahren an den Folgen eines Herzinfarktes.

## Fähigkeiten
Peek hatte ein außergewöhnliches Erinnerungsvermögen. Er kannte laut eigener Aussage den Inhalt von 12.000 Büchern nahezu auswendig. Dabei genügte es, wenn er das Buch nur ein einziges Mal gelesen hatte. Jede Seite eines Buches brauchte er sich nur ca. sieben Sekunden anzusehen, um sich den vollständigen Inhalt zu merken. Er erfasste dabei mit jedem Auge eine Seite zur gleichen Zeit. Danach war er nicht bereit, das Buch noch einmal zu lesen. Nach dem Lesen konnte er den Inhalt zu 99 Prozent korrekt wiedergeben. Er beschränkte sich konsequent auf Sachbücher, im Besonderen auf solche, die Fakten zusammenstellen.
Neben dem Auswendiglernen von Büchern beherrschte Peek auch das Kalenderrechnen. Er kannte diverse Geschichtsdaten, Busverbindungen, das Straßennetz der USA und Kanada, sowie Telefonvorwahlen und Postleitzahlen dieser Länder auswendig.
Peek besaß trotz kognitiver Handicaps die Fähigkeit zur Selbstreflexion und ein Verständnis für Allegorien, das bei der Beschreibung der Beziehung zu seinem Vater zum Ausdruck gebracht wurde:

„Dad and I share the same shadow“.

## Untersuchungen
MRT-Untersuchungen von Peeks Gehirn zeigten eine Vergrößerung der beiden Gehirnhälften und ein fehlendes Corpus callosum bedingt durch Corpus-callosum-Agenesie. Neben einem schwach ausgeprägten Übergang vom Großhirn zu den inneren Gehirnschichten wurde zudem ein ungewöhnlich geformtes und verkleinertes Kleinhirn festgestellt.
Eine fehlende Verbindung der beiden Gehirnhälften zieht gemäß der modernen Neurobiologie einen ungebremsten Fluss von Informationen ins Bewusstsein nach sich, da die rechte und die linke Gehirnhemisphäre einander nicht intervenieren und so zum Beispiel Zugangsrechte zu Informationen der jeweils anderen Gehirnhälfte steuern können.
Bisher kann aber kein Zusammenhang zwischen den neuroanatomischen Veränderungen des Gehirns Kim Peeks und seinen außergewöhnlichen Fähigkeiten nachgewiesen werden. Auch wenn das seltene Fehlen einer Verbindung zwischen beiden Gehirnhälften vorkommt, muss das nicht zwangsläufig zu Funktionsstörungen führen.

## Dokumentationen
- Petra Höfer, Freddie Röckenhaus: Expedition ins Gehirn. Eine Reise in die mysteriöse Welt der Superbegabten in drei Teilen (ARTE und Radio Bremen, 2006, 156 Minuten) zu den Themen Gehirn (E-Hirn, S-Hirn), Savant und Autismus. DVD: ISBN 3-8058-3772-0